# Pipin II. Akvitánský
Pipin II. Akvitánský, Pipin II. Mladší (francouzsky Pépin, cca 823 – po 25. červnu 864, Senlis) byl v letech 838–852 králem Akvitánie.

## Biografie

### Původ
Pipin se narodil jako nejstarší syn Pipina I. Akvitánského, druhorozeného syna císaře franské říše Ludvíka Pobožného a jeho manželky Ingeltrudy.

### Akvitánským králem
Po otcově smrti v roce 838 uznala akvitánská šlechta Pipina jako jeho nástupce na akvitánském trůnu. Jeho děd, císař Ludvík Pobožný, však patnáctiletého vnuka zbavil trůnu a jako akvitánského krále vyhlásil Karla, svého nejmladšího syna z druhého manželství s Juditou Bavorskou. Akvitánci však vládu Karla neuznali a zůstali věrni Pipinovi. Když císař Ludvík požádal, aby vyslali Pipina k císařskému dvoru do Cách za účelem vzdělání mladého krále, odmítli. Do roku 841 měl Pipin plnou vládu nad Akvitánií.
Roku 840 se zapojil do války o vládu v říši, jež vzplanula po smrti Ludvíka Pobožného mezi jeho syny – nejstarším Lotharem na jedné straně a mladšími Ludvíkem Němcem a Karlem Holým na straně druhé. Pipin se přidal na stranu Lothara a se svými vojenskými silami mu spěchal na pomoc. V bitvě u Fontenoy, v níž se všichni tři bratři střetli, Pipin porazil vojsko nejmladšího Ludvíkova syna Karla Holého, Lothar však prohrál střetnutí se silami Ludvíka Němce a celá bitva tak byla pro něj ztracena. Nakonec se Pipin stáhl do Akvitánie a pokračoval ve svém boji s Karlem Holým: po uzavření Verdunské smlouvy roku 843, podle níž byla Franská říše rozdělena na tři části mezi tři dosud se svářící bratry, se podle jejího ujednání stala Akvitánie državou Karla Holého. Pipin však odmítl uznat ho svým svrchovaným pánem a za podpory Bernarda Septimanského dále pokračoval v odporu proti Karlovi.
Roku 844 Pipin o Bernardovu podporu přišel, neboť Bernard byl Karlem popraven. Téhož roku 14. června však dosáhl na Karlem II. Holým Pipin vítězství u Angoulême.

### Spojení s vikingy
Ve snaze získat pomoc se dopustil velké chyby, když si pozval normanského jarla Oskara. Přivíraje oči nad loupením a pleněním, jehož se Normané dopouštěli, ho provázel po Garonně až do Toulouse, jež Normané zcela vydrancovali.
Následujícího roku uznal Pipin Séguina z Bordeaux, bojujícího proti právoplatnému gaskoňskému hraběti Sanchovi II., za vévodu Vasconie.
Roku 847 Oskar získal do správy město Bordeaux; jeho počínání vyvolalo nevůli akvitánských a způsobilo, že jejich podpora Pipinovi se zmenšovala. Nakonec v roce 848 si na pomoc přizvali Karla Holého. 6. června byl Karel v Orléansu korunován akvitánským králem; nepomohla ani podpora Pipinova mladšího bratra, mohučského arcibiskupa Karla, který byl v roce 849 jat a zavřen do kláštera jako mnich.
Pipin pokračoval v boji proti Karlovi Holému do záři roku 852, kdy ho zajal Sancho II. Sanches, jenž zajatce předal Karlovi; za to dostal od Karla titul gaskoňského vévody. Pipin byl zavřen do kláštera sv. Medarda v Soissons.
Boje o vládu v Akvitánii začaly znovu. Akvitánci se proti Karlu Holému vzbouřili a po zprávě o Pipinově uvěznění Karlův starší bratr Ludvík Němec poslal do Akvitánie svého syna Ludvíka, aby se zde chopil vlády. Ludvík došel do Limoges, avšak roku 855 se obrátil na východ. Karel pak korunoval akvitánským králem svého neplnoletého syna Karla zvaného Dítě, jehož opatrovníkem byl určen hrabě z Poitiers Ramnulf, jenž získal titul akvitánského vévody.

### Druhá vláda v Akvitánii
Pipinovi se roku 854 podařilo uprchnout z vězení a získal v Akvitánii částečnou podporu. Mezitím Normané, usadivší se v údolí Loiry, využili toho, že Karel Holý byl zaneprázdněn bojem s Pipinem a obsadili Poitiers, Angoulême, Périgueux, Limoges, Clermont a Bourges. Připojil se k nim i Pipin, který se účastnil napadení Toulouse; zřejmě opustil křesťanskou víru a žil jako jeden z nich [Vikingů]. Roku 864 byl Pipin Ramnulfem zajat a 25. června téhož roku ediktem z Pistres odsouzen k trestu smrti; trest však král zatím odložil a změnil na vězení. Pipin byl zavřen v Senlis, kde zřejmě po nějaké době zemřel. Po jeho uvěznění již o něm nejsou žádné zprávy.